# Nerw

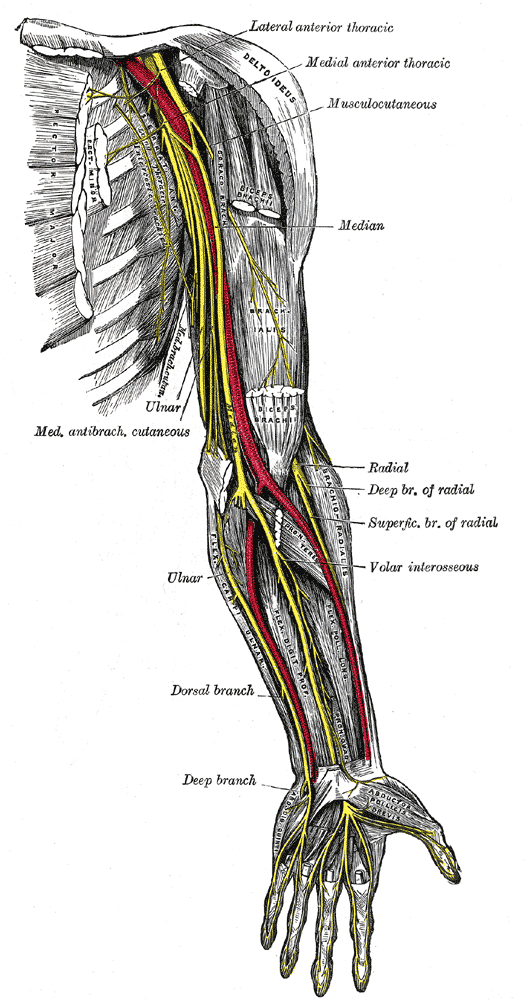
Nerwy zaznaczone kolorem żółtym

Nerw (łac. nervus) – pęczek różnej długości i grubości włókien nerwowych (wypustek neuronów – aksonów) okrytych wspólną otoczką, wchodzących w skład obwodowego układu nerwowego.
Zrąb nerwu stanowi tkanka łączna właściwa, która dzieli się na:
- śródnerwie (osłonka Keya-Retziusa, endoneurium) – otaczające pojedyncze włókna nerwowe.
- onerwie (perineurium) – otaczające pojedyncze pęczki włókien. Tworzy barierę krew-nerw nieprzepuszczalną dla większości cząstek.
- nanerwie (epineurium) – otaczające cały nerw.
- przynerwie (paraneurium) – wypełnia okolice nerwu stabilizując jego położenie.

## Podział
W zależności od funkcji przewodzonych bodźców wyróżnia się nerwy:
- ruchowe (eferentne)
- czuciowe (aferentne)
- mieszane – zawierają włókna ruchowe, czuciowe i autonomiczne.

W zależności od miejsca opuszczenia ośrodkowego układu nerwowego wyróżnia się nerwy:
- czaszkowe – rozpoczynające się na obszarze mózgowia
- rdzeniowe – rozpoczynające się w rdzeniu kręgowym.